# Alessio Curci
Alessio Curci (Redange-sur-Attert, 16 de febrero de 2002) es un futbolista luxemburgués que juega en la demarcación de delantero para el Neftçi PFK de la Liga Premier de Azerbaiyán.

## Selección nacional
Tras jugar en las categorías inferiores de la selección, finalmente hizo su debut con la selección de fútbol de Luxemburgo el 17 de noviembre de 2022 en un encuentro amistoso contra Hungría que finalizó con un resultado de empate a dos tras los goles de Gerson Rodrigues y del propio Curci para Luxemburgo, y de Attila Szalai y András Németh para Hungría.

### Goles internacionales
| # | Fecha                   | Estadio                                                 | Oponente | Gol | Resultado | Competición |
| - | ----------------------- | ------------------------------------------------------- | -------- | --- | --------- | ----------- |
| 1 | 17 de noviembre de 2022 | Estadio de Luxemburgo, Ciudad de Luxemburgo, Luxemburgo | Hungría  | 2-2 | 2–2       | Amistoso    |

## Clubes
| Club               | País       | Año       | Partidos | Goles |
| ------------------ | ---------- | --------- | -------- | ----- |
| 1. FSV Mainz 05 II | Alemania   | 2022-2023 | 32       | 2     |
| Francs Borains     | Bélgica    | 2023-2025 | 47       | 8     |
| Neftçi PFK         | Azerbaiyán | 2025-     |          |       |